# Sint-Severuskerk (Erfurt)
De Sint-Severuskerk (Duits: St. Severikirche) is een rooms-katholiek kerkgebouw in de Thüringse hoofdstad Erfurt. Het kerkgebouw staat samen met de aan Maria gewijde dom van Erfurt op de Domberg. Aan beide kerken was een stift verbonden, die in 1803 met de secularisatie werden opgeheven. Van de beide kerken was de Mariakerk altijd de belangrijkste kerk; in documenten werd de Severuskerk altijd na de Mariakerk genoemd.

## Bouwgeschiedenis

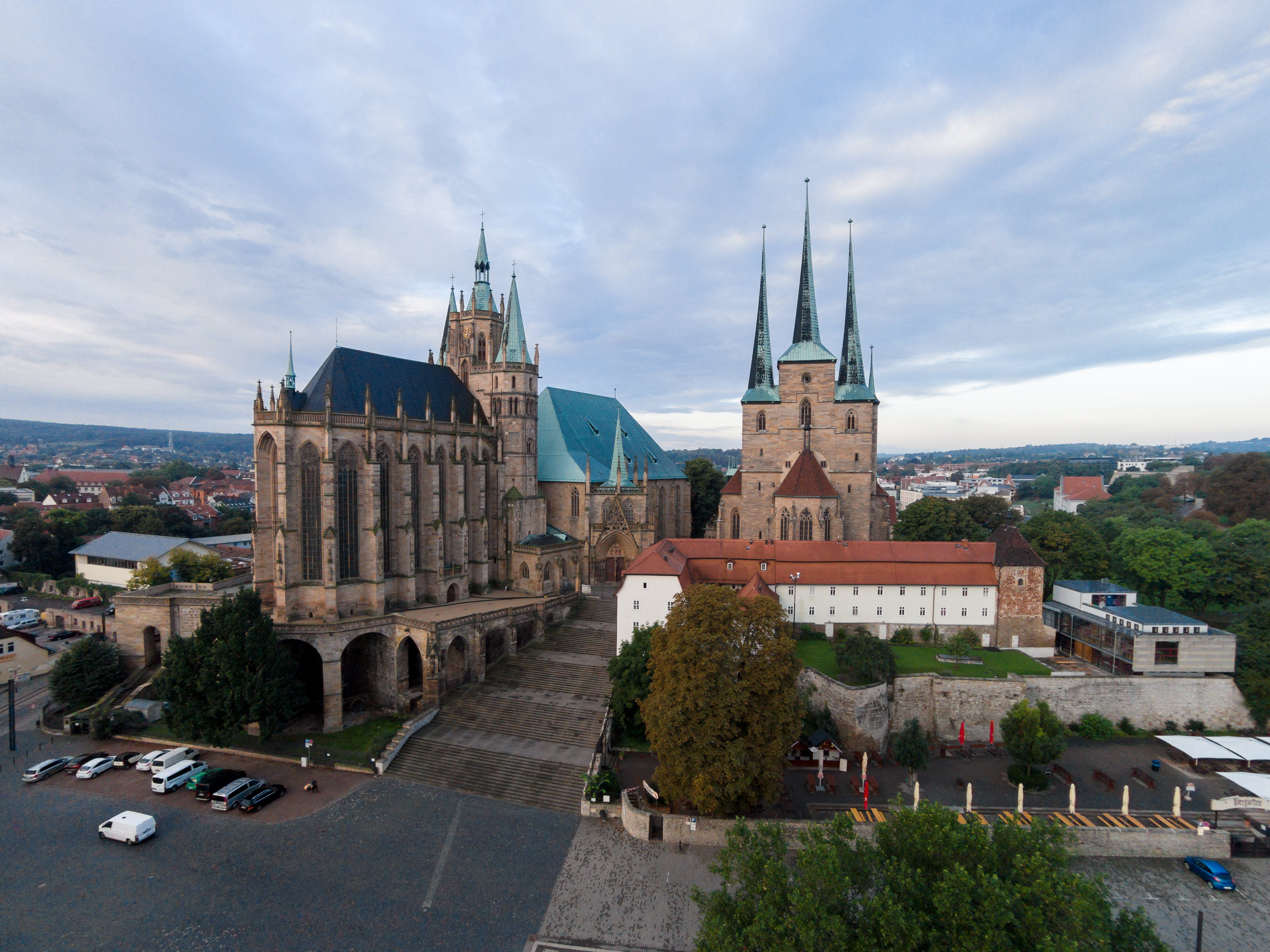
De Mariakerk (links) en de Severuskerk (rechts)

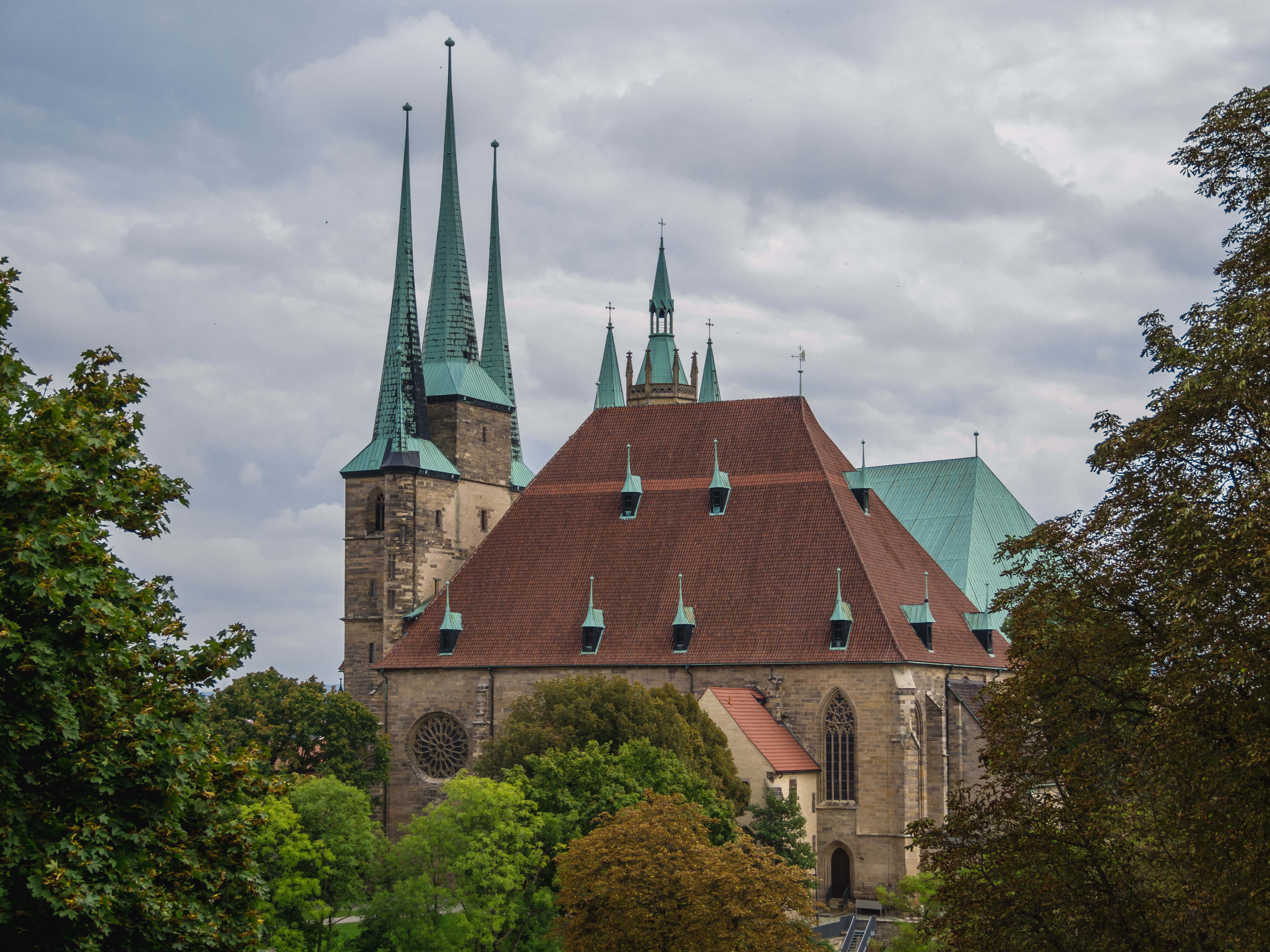
De kerk met het enorme schilddak vanuit het noorden

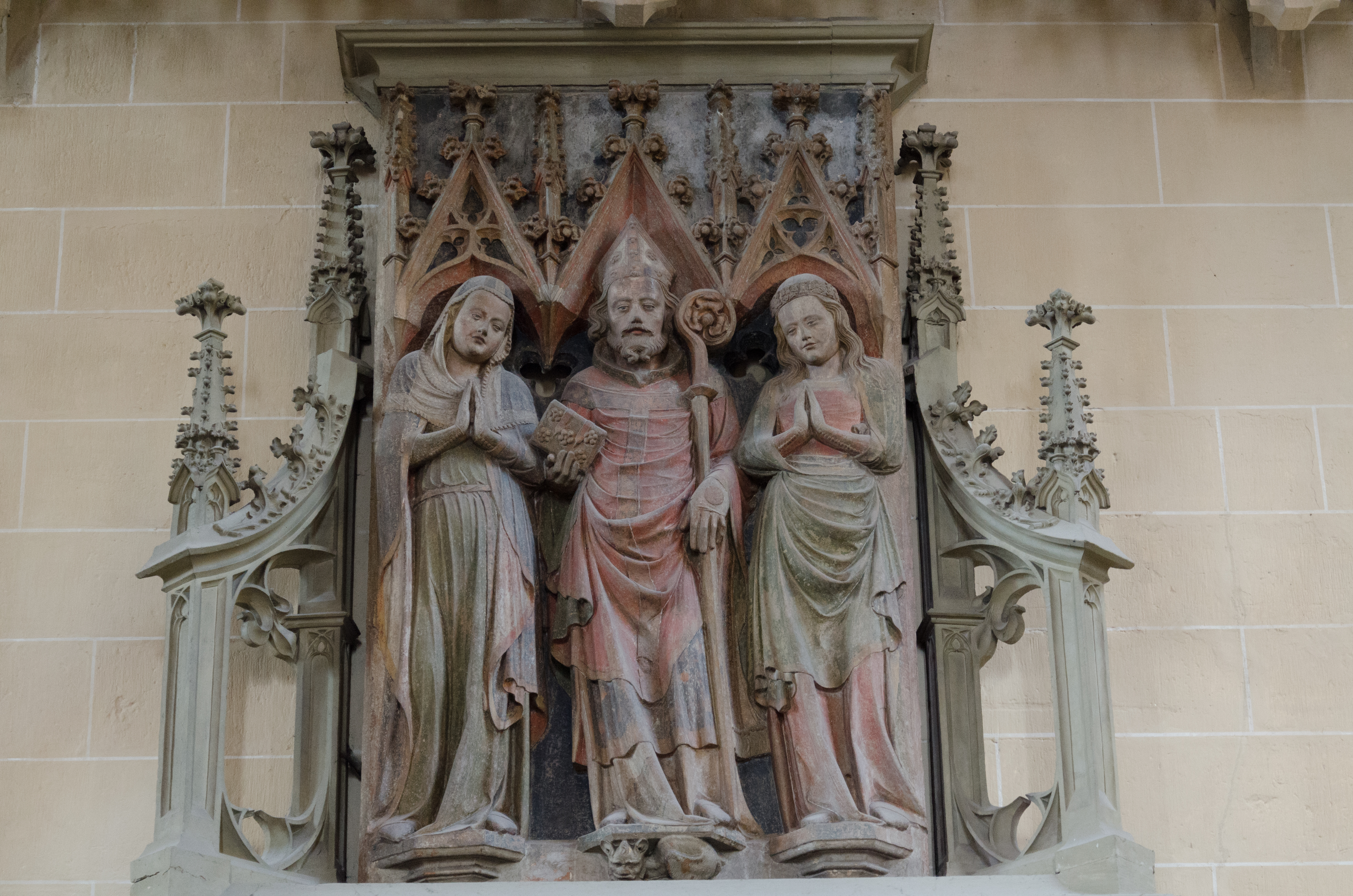
Beeldengroep

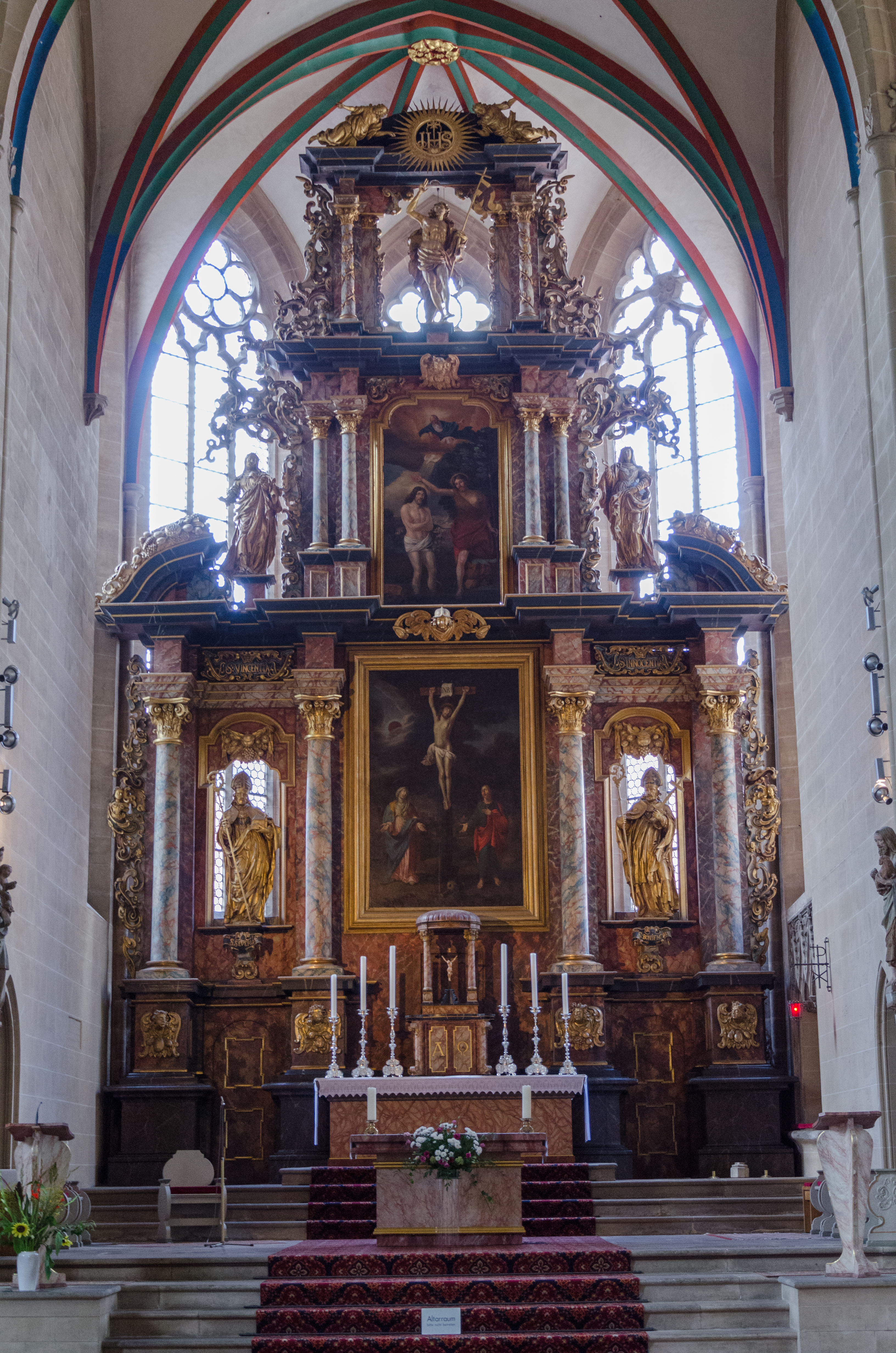
Hoogaltaar

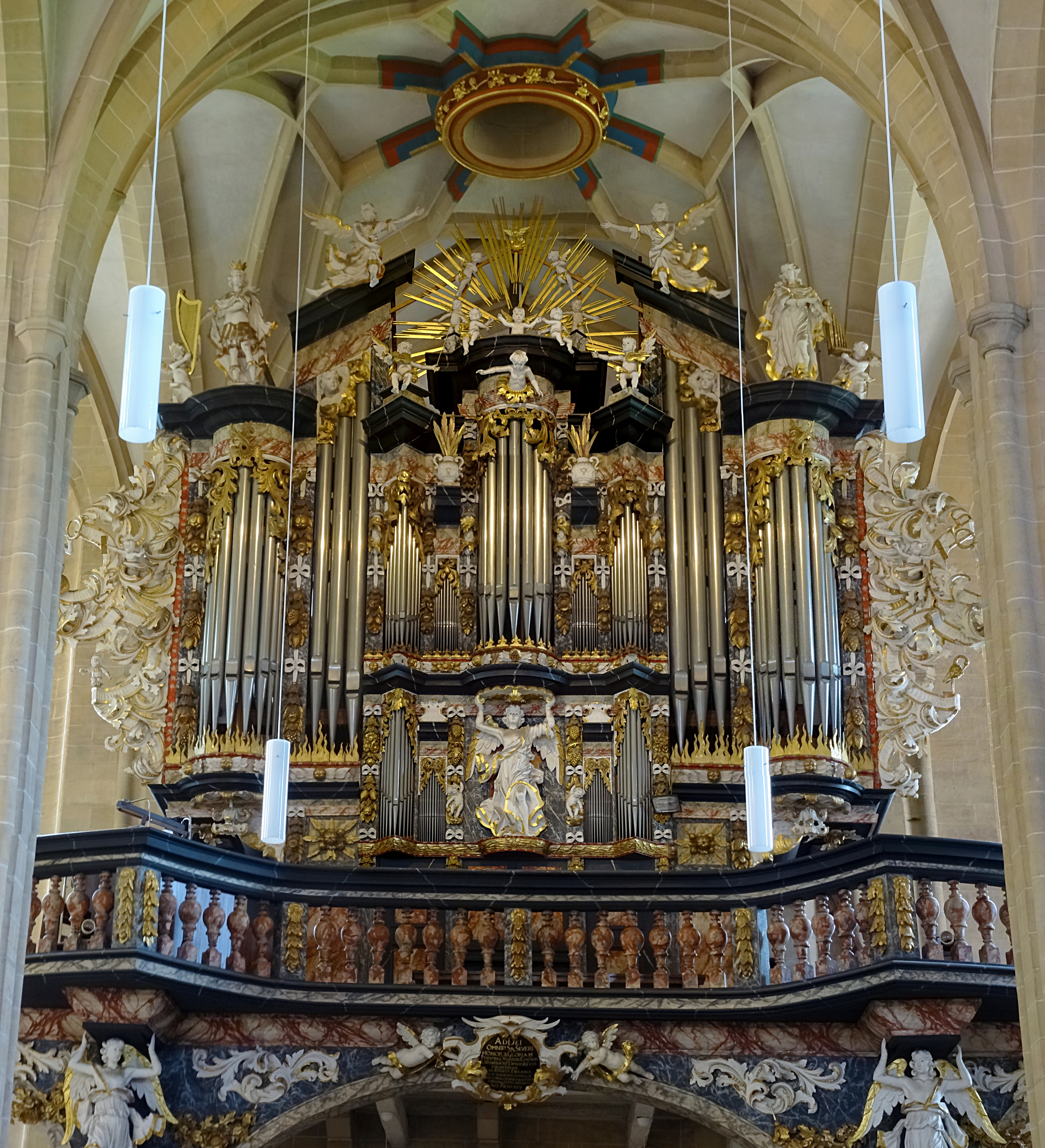
Orgel

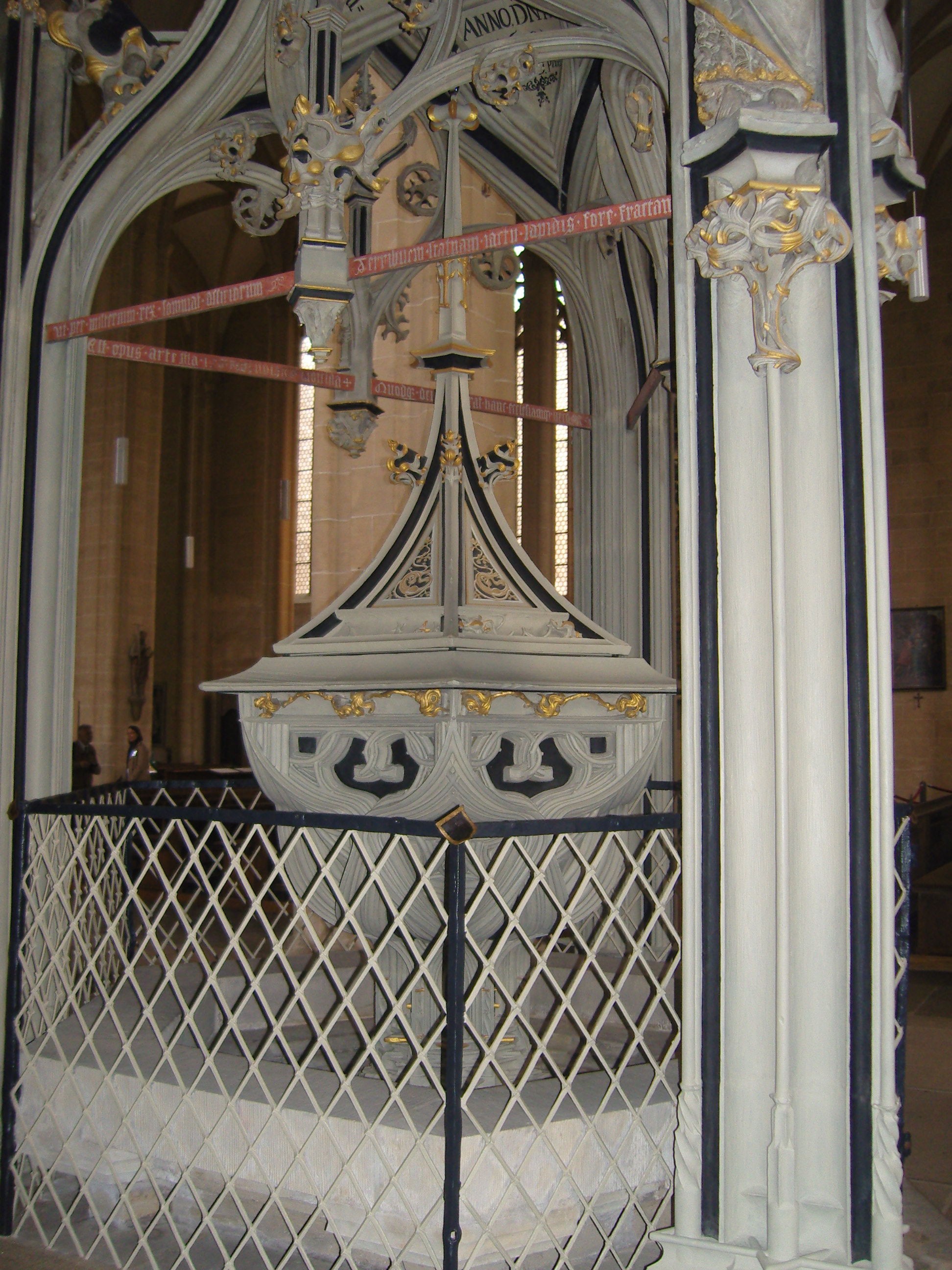
Doopvont met zijn 15 meter hoge opbouw (1467)

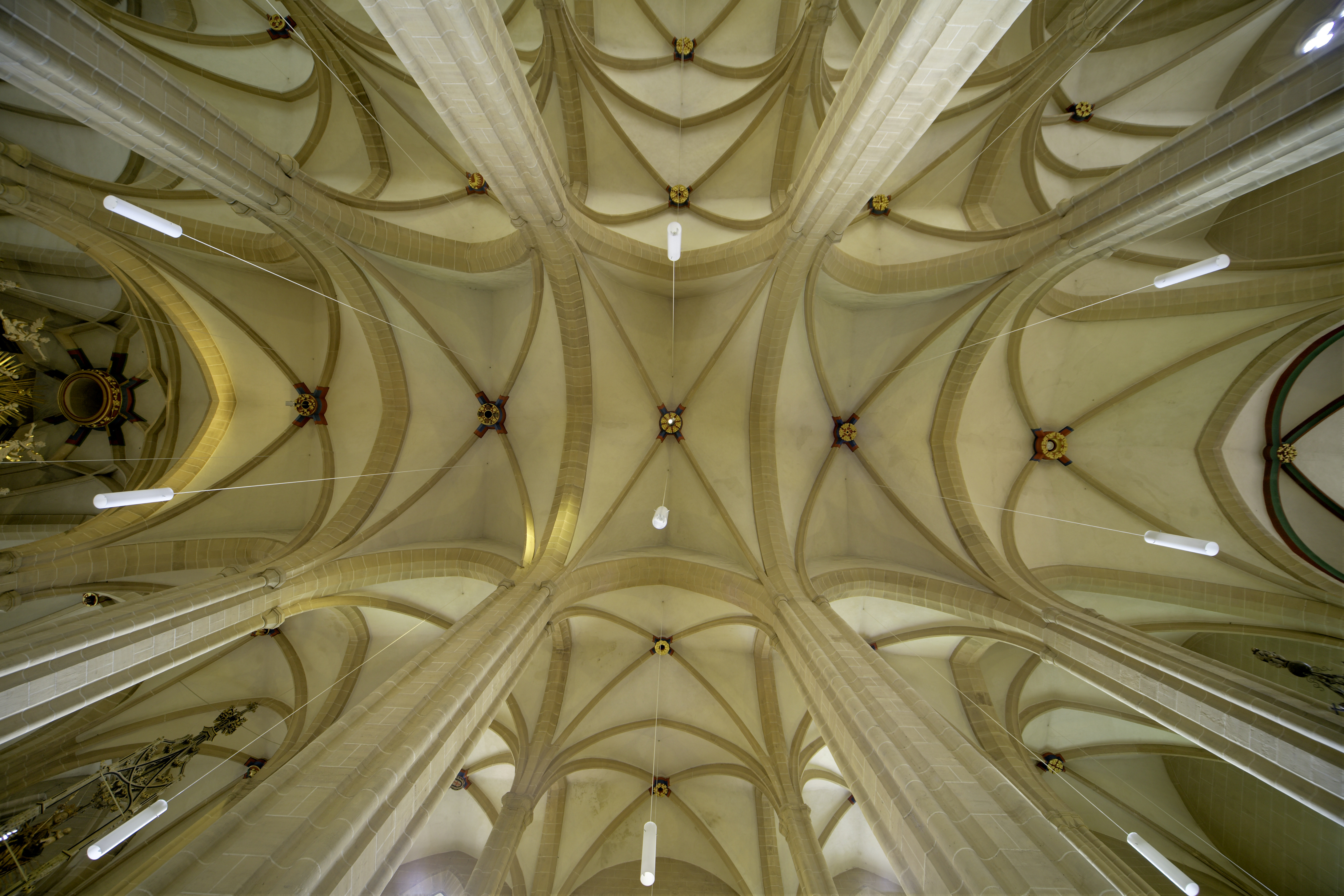
Gewelven

#### De kerk in de vroege middeleeuwen
Op de plaats van de huidige kerk stond een oudere aan de apostel Paulus gewijde kerk, waarvan echter bij archeologische opgravingen in de jaren 1960-1961 ten noorden van de kerk geen bouwresten konden worden gevonden. Daarmee blijft de vraag open wanneer en door wie ze werd opgericht. Deels wordt de stichting geassocieerd met de heilige Bonifatius. Zeker is evenwel dat de kroniekschrijver Hogel een Blasiuskapel vermeldt, die op deze plaats in het jaar 524 zou zijn gebouwd. In het jaar 708 zou het Benedictijns nonnenklooster met de naam Sint-Paulus zijn gesticht.
In het jaar 836 liet aartsbisschop Otgar van Mainz (826-847) de beenderen van de heilige Severus van Ravenna naar Erfurt in het Benedictijnse Sint-Paulusklooster brengen. De kerk had in de 9e eeuw vermoedelijk nog twee schutspatronen: Sint-Paulus en Sint-Severus. Een niet geheel betrouwbare overlevering vermeldt dat in 935 aan het klooster een collegiaal stift werd gesticht.

#### Romaanse kerkbouw
Daarna is pas weer sprake van de Severuskerk in het jaar 1079. Bij de verovering van de stad Erfurt door Hendrik IV werden de kerk samen met de mensen die er hun toevlucht namen in brand gestoken. Na de brand brak men de zogeheten hoge munster af om er een nieuwe, maar kleinere kerk op dezelfde plaats te bouwen.
In 1121 was er voor het eerst sprake van een kanunnikenstift verbonden aan de Severuskerk. Het Severusstift werd nu het tweede stift op de Domberg, naast het al 200 jaar eerder opgerichte en aan de dom verbonden Mariastift. Ook het Benedictijnse nonnenklooster stond nog altijd op de Domberg, dat eveneens gebruik maakte van de Severuskerk. Naast al deze gebouwen stond ten oosten van de kerk op de Domberg de burcht van aartsbisschop Adalbert van Mainz (1109–1137). Omdat het wel erg druk werd op de wat ruimte betreft beperkte Domberg, besloot Adalbert het Benedictijnse nonnenklooster Sint-Paulus in 1123 naar de Cyriakusberg in het zuidwesten van de stad te verplaatsen. In 1142 werden de Severuskerk, het stift, de bisschopsburcht en het Petrusklooster op de Petrusberg door brand verwoest. De kerk werd waarschijnlijk tot 1148 herbouwd of, wat waarschijnlijker is, slechts gerenoveerd.
Het grondplan van het romaanse kerkgebouw valt in de huidige bouw nog altijd af te lezen. Het betrof een drieschepige basiliek met twee transepten en zowel een westelijk als een oostelijk koor. Het oostelijke koor werd geflankeerd door twee oostelijke torens.

#### Hooggotische nieuwbouw
In 1238 wordt in een aflaatbrief geschreven over nieuwbouwplannen, waarmee pas in de jaren 1270 werd begonnen. De bronnen beschrijven dat de kerk tot een ruïne dreigde te vervallen. Talrijke aflaten werden verleend, die ons tegenwoordig over de voortschrijding van de bouw informeren. De aflaten duiden er op, dat het bekend was, dat de nieuwbouw bijzonder indrukwekkend zou moeten worden.
In 1308 werd een nieuw hoogaltaar gewijd en daaruit kan worden opgemaakt dat ten minste de oostelijke delen, het koor en het oostelijke dwarsschip, voltooid w
aren. Het kerkschip zou in 1327 en vijf jaar later het hele kerkgebouw gereed zijn gekomen. Bericht wordt over de eerste reparaties na een blikseminslag in 1327, waarbij meerdere mensen om het leven kwamen. Hieruit valt op te maken dat de kerk toen reeds in gebruik was. In de jaren 1360 werd een hele rij van altaren geschonken. Het grote aantal altaren en de schenking van hooggotische beelden duiden op de economische voorspoed van Erfurt. Rond 1370 volgde de afsluiting van het aanbrengen van gewelven in de kerk.
Het kwam in de jaren 1370-1380 tussen de kapittels van de beide stiften op de Domberg herhaaldelijk tot een handgemeen over het grensverloop tussen de beide kerken en de (tussen 1358 en 1363 aan de zuidzijde gebouwde) Blasiuskapel. De ruzie werd pas in 1387 bijgelegd. De Blasiuskapel, die met de steunberen het grondgebied van de Mariakerk schond, moest worden verbouwd en de grens tussen de beide kerken moest stenen, ook op de kapel, gemarkeerd worden, hetgeen nog voor 1429 werd uitgevoerd.
De kerk werd een vijfschepig, vier traveeën lang schip met twee transepten in het oosten en westen. Het romaanse grondplan bleef grotendeels bewaard en mogelijk werden zelfs de oude fundamenten bij de nieuwbouw gebruikt. Men voegde echter zowel in het noorden als in het zuiden een tweede zijschip toe, waardoor de hele kerk dezelfde breedte als de dwarsschepen kreeg. De gewelven uit circa 1370 lijken even hoog te zijn, hetgeen de eenheid van de bouw binnen ten goede komt. Hier heeft men op het romaanse grondplan tijdens de hooggotiek een voor die tijd zeer ongewoon type kerkgebouw opgericht, dat eigenlijk pas in de 15e eeuw met de opkomst van de laatgotische hallenkerken in zwang raakte. De Mariakapel aan de noordelijke zijde werd tegelijkertijd met de kerk en de voorbouw van het hoofdportaal gebouwd (Het beeld met Maria en kind dateert van 1360-1370).

#### Laatgotische verbouwingen
Een belangrijke verandering in architectonische geschiedenis van de kerk bracht de verwoestende brand van 19 juni 1472 teweeg. Beschadigd waren de klokkentorens, de klokken, de orgels, het hele dak, het westelijk koor met de kruisgang en delen van de gewelven. Tot 1500 werd de schade hersteld en werden er enige nieuwe gebouwen, zoals de sacristie en een kapittelzaal toegevoegd. Uit deze tijd dateren het enorme schilddak (1472-1473) en het huidige aanzien van de oostelijke afsluiting met de drie torens. De aan de basis vierkante flanktorens van het koor stammen oorspronkelijk nog uit de hooggotische periode, maar werden tot op de onderste verdiepingen verwoest en daarna gereconstrueerd, waarbij ze in 1495 hun huidige slanke spitsen kregen. De verhoogde middeltoren met het klokkengestoelte werd echter pas in deze periode toegevoegd. Het westelijk koor werd samen met de aansluiting voor de kruisgang afgebroken en op deze plaats werd tot 1495 een aanbouw met Kruiskapel toegevoegd.

#### Clausuurgebouwen
In vroegere documenten werd tot tweemaal toe (in 1317 en 1363) over een kruisgang gerept. Er wordt echter van uitgegaan dat de gotische Severuskerk nooit een complete kruisgang heeft gekend. Hiervoor was eigenlijk slechts plaats aan de noordelijke zijde, maar sporen ervan heeft men nooit kunnen vinden. Als kapittelzaal diende waarschijnlijk een ruimte in de kerk zelf. In 1386 kwam het kapittel aantoonbaar daar bijeen, in het volgende jaar werd de plek zelfs beschreven als ruimte in het noordelijke zijschip, direct ten westen van het noordelijke transept.
Voor kerkdiensten en zittingen togen de koorheren door het hoofdportaal aan de noordelijke zijde, terwijl de huidige zuidelijke hoofdingang voor de leken diende.
Na de brand van 1472 werd aan de westzijde van de kerk en voor de zuidwesthoek een kooromgang gebouwd, maar misschien werd er ook slechts een oudere toestand zonder ingrijpende veranderingen gereconstrueerd. In 1485 werd een nieuwe sacristie (in 1818 weer afgebroken) en een kapittelzaal aan de noordzijde van de kerk gebouwd, tien jaar later volgde de voltooiing van een nieuwe kruisgang.

#### De kerk en het stift in latere tijd
In 1633 werd de Severuskerk door Zweedse troepen ingenomen en aansluitend overgedragen aan de protestanten, die het interieur door afbraak van het hoofdaltaar en verplaatsing van de kansel wijzigden. Al in 1635 volgde echter de teruggave aan de katholieken en werden de veranderingen ongedaan gemaakt. In de jaren 1670 werd de kerk verfraaid met een nieuw barok hoogaltaar.
Net als het Mariastift op de Domberg werd ook het Severusstift als gevolg van de ingevoerde secularisatie in 1803 opgeheven. De kerk werd in de periode 1813-1814 door de Franse bezetters tijdelijk als lazaret gebruikt, met name als gevolg van de ongebreidelde uitbraak van zenuwkoorts (tyfus en vlektyfus). De vele doden werden gedurende de belegering van Erfurt in naburige kelders en ondergrondse gangen geborgen. In 1811, ten tijde van Napoleon's keizerlijk domein Erfurt, werd de kerk door de overheid in een uitgave van Erfurt Intelligenzblatt voor de afbraak te koop aangeboden. Er meldden zich echter geen kopers en zo bleef de kerk behouden.
In 1834 werd begonnen met de restauratie van de Mariakapel en in 1845 volgde de renovatie van de hele kerk. De toen aangebrachte beschilderingen werden in de jaren 1928-1929 weer verwijderd.
Er volgden tijdens de Tweede Wereldoorlog nauwelijks beschadigingen aan de kerk.
In de jaren 1970-1980 volgden de sanering van het dak en een volledige renovatie van het interieur, gevolgd door een restauratie van de zuidwestelijke kruisgang in de jaren 1993-1995.

## Orgel
Het orgel van de Severuskerk werd in 1930 door de orgelbouwer Johannes Klais uit Bonn gebouwd. Daarbij bleef de barokke orgelkas van het voormalige orgel bewaard. Het instrument bezit kegelladen en elektropneumatische toon- en registertracturen.

## Klokken
In de toren hangt een gelui met deels historische klokken. De klankvolle Osanna uit 1474 is de grootste. De Vincentia werd gegoten door Geert van Wou . De oude Martha werd in 1987 gerestaureerd.
| Nr. | Naam        | Gietjaar | Gieter                                | Slagtoon (HT-1/16) | Doorsnee (mm) | Gewicht (kg) | Toren  |
| 1   | Osanna      | 1474     | Claus von Mühlhausen                  | ais0 +7            | 1.840         | ≈4.500       | Midden |
| 2   | Vincentia   | 1497     | Geert van Wou                         | h0 +9              | 1.630         | ≈3.000       | Zuid   |
| 3   | Alte Martha | 1475     | Claus von Mühlhausen                  | dis1 +6            |               |              | Midden |
| 4   | Neue Martha | 1962     | Franz Schilling, Apolda               | fis1 +13           | 1.060         |              | Noord  |
| 5   | Anna        | 1987     | Karlsruher Glocken- und Kunstgießerei | gis1               |               |              | Noord  |

De drie kleinste klokken worden als Zilverklokken aangemerkt en behoren niet tot het hoofdgelui.
| Nr. | Naam        | Gietjaar | Gieter                  | Slagtoon | Toren |
| 6   | Christkönig | 1962     | Franz Schilling, Apolda | d2       | Noord |
| 7   | Maria       | 1962     | Franz Schilling, Apolda | e2       | Noord |
| 8   | Michael     | 1962     | Franz Schilling, Apolda | fis2     | Noord |

## De Severussarcofaag

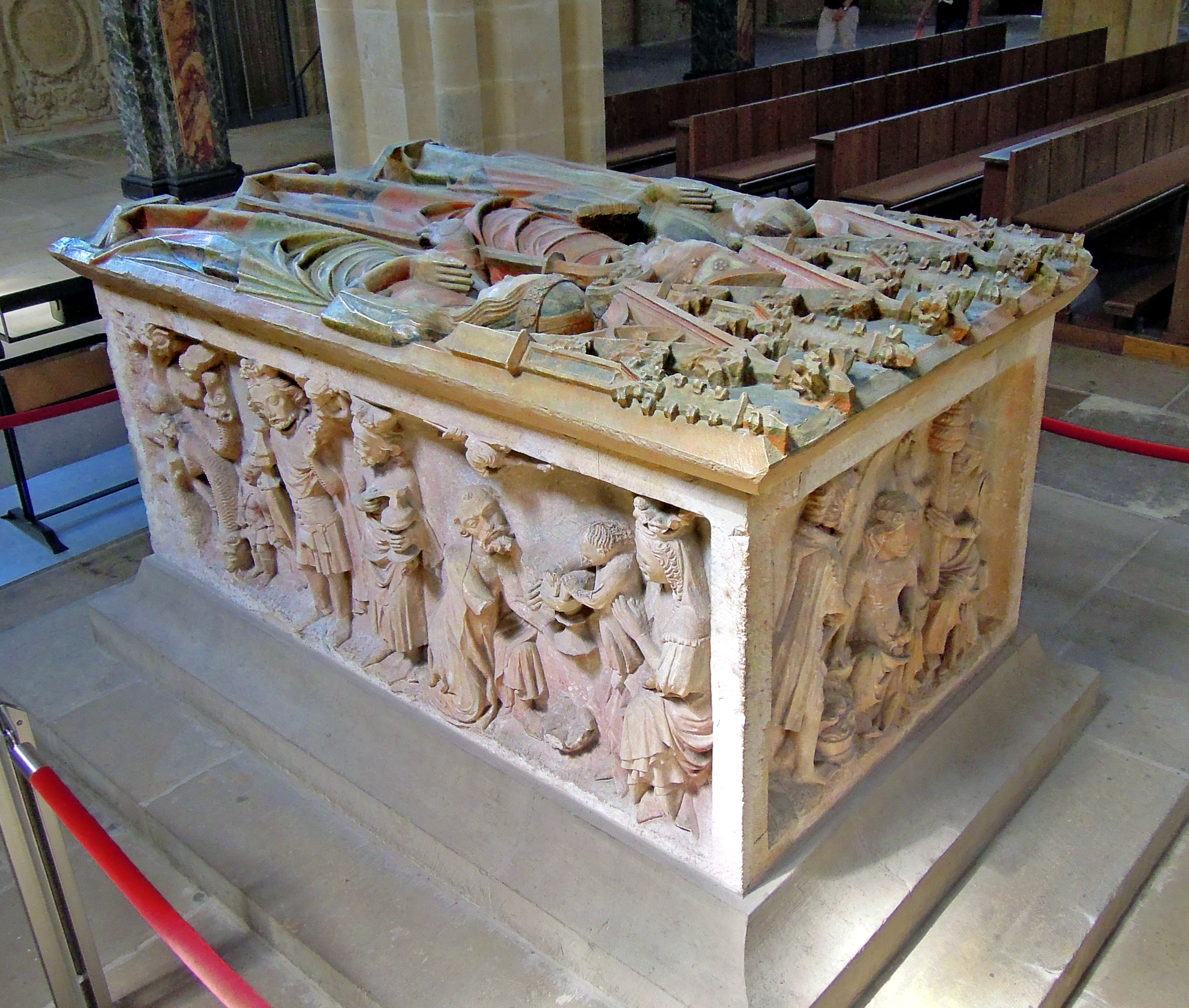
Sarcofaag van de heilige Severus

De beenderen van de patroonheilige van de kerk werden in 836 door aartsbisschop Otgar eerst naar Mainz en dan naar Erfurt gebracht. Vermoedelijk werden ze in het westelijke deel van de voorganger van de huidige kerk bijgezet. Met de nieuwbouw van de kerk werd ook een nieuw grafmonument noodzakelijk, dat vervolgens op een centrale plek, vermoedelijk in de buurt van het westelijke koor, werd opgesteld. Bij de brand in 1472 werd het westelijke koor verwoest. Aansluitend liet men het grafmonument ontmantelen. De zijplaten kregen elders een plaats in de kerk en de originele afdekplaat werd na de brand als opzet voor het Severusaltaar in het zuidelijke dwarsschip hergebruikt. Pas in 1948 werden de delen weer samengevoegd en op de huidige plaats opgesteld. In 1982 kwam er nog een afgietsel van de afdekplaat bij.
De sarcofaag telt tot de belangrijkste kunstwerken van de Severuskerk. De vier reliëfplaten van de muren ontstonden tussen 1360 en 1370. De hoogreliëfs beelden scènes uit het leven en de werken van de heilige Severus en de Aanbidding van de heilige Driekoningen uit, naar een voorbeeld in de Neurenbergse Sint-Laurentiuskerk
Vermoed wordt dat de afzonderlijke delen eerst enige tijd na het maken ervan tot een tombe werden samengevoegd en daarvoor, apart of in een andere samenhang (bijvoorbeeld als deel van een doksaal met ambo), in de kerk stonden.

## Bonifatiuskapel
De katholieke Bonifatiuskapel ten noordoosten van het koor is een rechthoekige, deels nog romaanse toren uit de 12e eeuw, die oorspronkelijk waarschijnlijk bij de aartsbisschoppelijke burcht hoorde. Waarschijnlijk werd de toren in de 14e eeuw bij het inzetten van het maaswerk venster aan de westzijde tot kapel verbouwd. Het schilddak met de dakruiter stamt uit de 17e eeuw.